# Jana Velďáková
Jana Velďáková (Rožňava, 3 giugno 1981) è una lunghista slovacca.
Sorella gemella della triplista Dana Velďáková, ha preso parte a tre edizioni consecutive dei Giochi olimpici dal 2008 al 2016.

## Palmarès
| Anno | Manifestazione    | Sede              | Evento         | Risultato | Prestazione | Note                                     |
| ---- | ----------------- | ----------------- | -------------- | --------- | ----------- | ---------------------------------------- |
| 2000 | Mondiali juniores | Santiago del Cile | Salto in lungo | 12ª       | 5,70 m      |                                          |
| 2001 | Europei U23       | Amsterdam         | Salto in lungo | 8ª        | 6,02 m      |                                          |
| 2003 | Europei U23       | Bydgoszcz         | Salto in lungo | 18ª (q)   | 6,00 m      |                                          |
| 2003 | Universiadi       | Taegu             | Salto in lungo | 8ª        | 6,17 m      |                                          |
| 2005 | Europei indoor    | Madrid            | Salto in lungo | 22ª (q)   | 4,30 m      |                                          |
| 2005 | Universiadi       | Smirne            | Salto in lungo | 11ª       | 5,71 m      |                                          |
| 2006 | Europei           | Göteborg          | Salto in lungo | 12ª       | 6,29 m      |                                          |
| 2007 | Europei indoor    | Birmingham        | Salto in lungo | 13ª (q)   | 6,44 m      |                                          |
| 2007 | Universiadi       | Bangkok           | Salto in lungo | 10ª       | 6,30 m      |                                          |
| 2007 | Mondiali          | Osaka             | Salto in lungo | 12ª       | 6,21 m      |                                          |
| 2008 | Olimpiadi         | Pechino           | Salto in lungo | nm        | nm          |                                          |
| 2009 | Europei indoor    | Torino            | Salto in lungo | 14ª (q)   | 6,22 m      |                                          |
| 2009 | Mondiali          | Berlino           | Salto in lungo | 31ª (q)   | 6,16 m      |                                          |
| 2010 | Europei           | Barcellona        | Salto in lungo | 9ª        | 6,54 m      |                                          |
| 2011 | Europei indoor    | Parigi            | Salto in lungo | 19ª (q)   | 6,11 m      |                                          |
| 2012 | Europei           | Helsinki          | Salto in lungo | 9ª        | 6,31 m      |                                          |
| 2012 | Giochi olimpici   | Londra            | Salto in lungo | 27ª (q)   | 6,18 m      |                                          |
| 2013 | Europei indoor    | Göteborg          | Salto in lungo | 15ª (q)   | 6,17 m      |                                          |
| 2013 | Mondiali          | Mosca             | Salto in lungo | 19ª (q)   | 6,48 m      |                                          |
| 2014 | Europei           | Zurigo            | Salto in lungo | 17ª (q)   | 6,24 m      |                                          |
| 2015 | Europei indoor    | Praga             | Salto in lungo | 15ª (q)   | 6,29 m      |                                          |
| 2015 | Mondiali          | Pechino           | Salto in lungo | 17ª (q)   | 6,56 m      |                                          |
| 2016 | Europei           | Amsterdam         | Salto in lungo | 10ª       | 6,47 m      |                                          |
| 2016 | Giochi olimpici   | Rio de Janeiro    | Salto in lungo | 15ª (q)   | 6,48 m      |                                          |
| 2017 | Europei indoor    | Belgrado          | Salto in lungo | 12ª (q)   | 6,34 m      | Miglior prestazione personale stagionale |
| 2019 | Giochi europei    | Minsk             | Salto in lungo | 18ª       | 6,08 m      |                                          |

## Altre competizioni internazionali
2004
- Argento in Coppa Europa - Second League ( Novi Sad), salto in lungo - 6,19 m

2005
- Argento in Coppa Europa - Second League ( Tallinn), salto in lungo - 6,28 m

2006
- Oro in Coppa Europa - Second League ( Banská Bystrica), salto in lungo - 6,48 m

2007
- Bronzo in Coppa Europa - First League ( Vaasa), salto in lungo - 6,52 m

2009
- Oro agli Europei a squadre ( Banská Bystrica), salto in lungo - 6,54 m

2010
- Oro agli Europei a squadre ( Belgrado), salto in lungo - 6,53 m

2013
- Oro agli Europei a squadre ( Banská Bystrica), salto in lungo - 6,41 m

2014
- Argento agli Europei a squadre ( Riga), salto triplo - 13,27 m
- 5ª agli Europei a squadre ( Riga), salto in lungo – 6,00 m

2015
- Oro agli Europei a squadre ( Baku), salto in lungo - 6,68 m

2017
- Oro agli Europei a squadre ( Tel Aviv), salto in lungo - 6,55 m